# 木下犀潭
木下 犀潭（きのした さいたん、文化2年8月5日〈1805年8月28日〉 - 慶応3年5月6日〈1867年6月8日〉）は、日本の武士・儒学者・熊本藩士。名を業広（）、通称宇太郎（）、後に真太郎（）、字は子勤（）、号は犀潭（）、韡村（）。

## 経歴
肥後国菊池郡の農家に生まれる。幼少より聡明で、22歳の時に苗字帯刀を許され、木下姓を名乗る。藩校時習館で学んだ後、天保6年（1835年）に中小姓、藩主伴読となる。同年江戸の昌平黌、また佐藤塾にて佐藤一斎に学ぶ。同じ熊本生まれで農民出身である松崎慊堂にも教えを受ける。ここで塩谷宕陰、安井息軒と知り合い、終生の親交を結ぶ。
帰国後、時習館助教に就任すると共に木下塾も開いた。犀潭宅を訪れた河井継之助は犀潭を非常に気に入り「100日や半年も一緒にいて学んでみたいと思った」と述べている。後に幕府より昌平黌教官への話があったが、未だ藩公の恩に報いていないとして、これを辞した。
儒学者としては、朱子学、陽明学何れにも偏しなかった。また、唐・明・清の律に詳しく、熊本藩刑法方の役人は、難しい事案については犀潭に問い合わせた上で結論を出したという。
門下には横井小楠、外交官・漢学者の竹添進一郎、漢学者の元田永孚、教育者の木村弦雄、衆議院議員・群馬県知事・三重県知事を歴任した古荘嘉門、大日本帝国憲法起草者の1人である井上毅、陸軍大尉の井石公穀・のちの福岡師範学校初代校長の橘公毅など。また、四男の木下広次は京都帝国大学初代総長を務めている。

## 親族
- 父は木下衛門、母は米子[1]。
- 弟の木下真弘（梅里、1823-1897）は明治時代に官吏となって教部省や内閣修史局に勤めた[1]。
- 次弟の木下助之は初代熊本県議会議長・玉名郡長経て衆議院議員[1]。
- 長男の木下重三(1843-1925)が家督を継いだ。
- 次男の木下広次(1851-1910)は京都帝国大学初代総長。妻は叔父・助之の娘ツネ。子に木下正雄（東京工業大学教授）、木下道雄、トネ（鈴木貫太郎の弟・鈴木三郎妻）。
- 三男の木下哲三郎（1853-1907）は司法省法学校でフランス法学を学び、司法官となった。大津事件の裁判では大審院判事を務めた。長女のムメは東京帝大工科大学教授で建築学者の柴田畦作の妻[2][3]。
- 長女の鶴は井上毅の後妻となり、その長女は井上匡四郎と、三女は山田正三と結婚した。

## 関連資料
- 鈴木喬編『熊本の人物』熊本日日新聞社、1982年、182-183頁
- 熊本日日新聞編纂・発行『熊本県大百科事典』、1982年、197頁
- 熊本教育振興会編『肥後の人物ものがたり』熊本教育振興会、1988年、122頁